# Став
Став (бел. Стаў) — озеро в Гродненском районе Гродненской области Белоруссии. Относится к бассейну реки Пыранка. Располагается в 29 км к северо-востоку от города Гродно.
Озеро Став находится в 30 км на северо-восток от города Гродно, возле деревни Новая Руда.
Площадь поверхности составляет 0,13 км². Длина — 0,85 км, наибольшая ширина — 0,22 км. Длина береговой линии — 1,78 км.
Склоны котловины высотой до 5 м, распаханные. Берега песчаные, высокие, местами заросшие кустарником. Зарастание самого озера незначительно.
Через водоём протекает река Соломянка. Выше и ниже по её течению находятся озёра Беляшка и Антозеро.
Озеро входит в состав ландшафтного заказника республиканского значения Озёры.